# Stéphane Darbion
Stéphane Darbion (Belley, Ain, 22 de marzo de 1984) es un exfutbolista francés que jugaba de centrocampista.

## Trayectoria
Darbión debutó en el fútbol profesional a partir de la temporada 2002-03 con el Montpellier HSC con el que consiguió el ascenso a la Segunda División para la temporada siguiente y en donde jugó un total de 70 encuentros y marcó 4 goles. En 2007 ficharía por el AC Ajaccio y en 2009 fue cedido al Nantes por dos años. En 2011 continuó su carrera en el extranjero en la liga griega donde estuvo una temporada para volver a Francia y jugar en el Troyes AC.
El 10 de junio de 2020 anunció su retirada a los 36 años de edad.

## Clubes
| Club                 | País    | Año       |
| -------------------- | ------- | --------- |
| Montpellier H. S. C. | Francia | 2003-2007 |
| A. C. Ajaccio        | Francia | 2007-2009 |
| F. C. Nantes         | Francia | 2009-2011 |
| Olympiakos Volou     | Grecia  | 2011      |
| Skoda Xanthi F. C.   | Grecia  | 2011-2012 |
| E. S. Troyes A. C.   | Francia | 2012-2020 |